# Moritz Geiger
Moritz Geiger (født 26. juni 1880 i Frankfurt, død 9. september 1937 i Seal Harbor, Maine) var en tysk fænomenologisk filosof. Han var en af München-fænomenologerne. Ud over fænomenologi var han interesseret i psykologi, erkendelsesteori, matematikkens filosofi og æstetik.

## Liv
Moritz Geiger studerede jura på Münchens universitet i 1898, så skiftede han til litteraturhistorie i 1899, for til sidst at studere filosofi og psykologi i 1900 under Theodor Lipps. 1901-1902 studerede han eksperimentel psykologi under Wilhelm Wundt i Leipzig. Da han vendte tilbage til München i 1904, blev han en del af cirklen af studerende omkring Lipps, sammen med Adolf Reinach, Theodor Conrad, Aloys Fischer, Max Scheler og Dietrich von Hildebrand. I 1906 overværede Geiger Edmund Husserls forelæsninger i Göttingen, og blev til en del af München-fænomenologerne, sammen med Reinach, Conrad, Fischer og Pfänder. Han blev til medredaktør af tidsskriftet Jahrbuch für Philosophie und phänomenologische Forschung.
I 1915 blev han underviser i München, og efter Første Verdenskrig blev han ansat i Göttingen (1923). Da nazisterne fjernede ham fra han stilling på grund af hans jødiske aner i 1933 rejste han til USA, hvor han underviste på Vassar College i New York og på Stanford University.
Flere af hans elever blev berømte, f.eks. Hedwig Conrad-Martius, Klaus Berger, Hans-Georg Gadamer, Walter Benjamin og Karl Löwith.
Moritz Geiger var nevø til Lazarus Geigers.

## Teoretiske bidrag
Moritz Geiger var tilhænger af den fænomenologiske måder af "ren selv-givet faktualitet", uden begrængning af fordomme af nogen art, uden at man baserede virkeligheden på nogen mere fundamental, ikke-given sfære. (F.eks. stof.) I hans fænomenologi har alle fakta lige meget værdi, uanset om det er sanseligt eller ej. Han er også berømt for at have grundlagt æstetisk fænomenologi.
Et andet af hans bidrag er klargørelsen af det psykologiske begreb om empati. I en forelæsning om empatiens mening og væsen, afholdt på den 4. kongres for eksperimentel psykologi i Innsbruck, beskriver Geiger alle de forskellige begreber om empati der fandtes på hans tid, fra æstetiske til evolutionære teorier, fra de fænomenologiske fakta af "fremmede udtryksbevægelser" og "fremmede personligheder" over behandlingen, påvirker af tysk idealisme, af "undermenneskelige entiteters animation", til de æstetiske aspekter af empati.
Han påvirkede matematikeren Saunders Mac Lane.

## Udvalgte værker
- Bemerkungen zur Psychologie der Gefühlselemente und Gefühlsverbindungen. I Archiv für die gesamte Psychologie. 1904, S. 233–288.
- Methodologische und experimentelle Beiträge zur Quantitätslehre. I Theodor Lipps (Hg.): Psychologische Untersuchungen. Band I, 1907, S. 325–522.
- Zum Problem der Stimmungseinfühlung. In: Zeitschrift für Ästhetik. Band 6, 1911, S. 1–42.
- Das Bewußtsein von Gefühlen. I Münchener Philosophische Abhandlungen. 1911, S. 125–162.
- Beiträge zur Phänomenologie des ästhetischen Genusses. I Jahrbuch für Philosophie und phänomenologische Forschung. Band 1, 1913, S. 567–684.
- Das Unbewusste und die psychische Realität. I Jahrbuch für Philosophie und phänomenologische Forschung. Band 4, 1921, S. 1–138.
- Die philosophische Bedeutung der Relativitätstheorie. Vorlesung 1921.
- Systematische Axiomatik der Euklidischen Geometrie. 1924.
- The Philosophical Attitudes and the Problems of Essence and Subsistence. I Proceedings of the Sixth International Congress of Philosophy. Havard 1927, S. 272–278.
- Zugänge zur Ästhetik. Der Neue Geist Verlag, Leipzig 1928.
- Die Wirklichkeit der Wissenschaften und die Metaphysik. Hildesheim 1930, Nachdruck: Olms 1966.
- Alexander Pfänders methodische Stellung. I Neue Münchener Philosophische Abhandlungen. 1930, S. 1–16.
- Die Bedeutung der Kunst. Zugänge zu einer materialen Wertästhetik. Gesammelte, aus dem Nachlass ergänzte Schriften. Udg. af. Klaus Berger und Wolfhart Henckmann. Wilhelm Fink, München 1976, ISBN 3-7705-0863-7.